# Ethnoentomologie
L'ethnoentomologie est l'étude des relations entre les insectes et les humains. Le nom est dérivé des termes "ethnologie" - l'étude des humains et d'"entomologie" - l'étude des insectes. L'objectif de l'ethnoentomologie est d'étudier la façon dont les insectes ont été ou sont utilisés dans les sociétés humaines à travers le monde. Cela inclut les insectes utilisés comme nourriture, comme éléments de rituels, dans les combats, la musique et la médecine.

## Les rituels d'insectes

### Les épreuves initiatiques
Plusieurs groupes des basses terres amazoniennes utilisent des insectes, en particulier des fourmis et des guêpes, au cours de cérémonies de type initiatique. Des récits d'exploration et des chroniques à caractère ethnographique décrivent des pratiques cruelles, souvent spectaculaires, où hommes, femmes et adolescents endurent courageusement les piqûres et les morsures de dizaines, voire de centaines d'insectes. Les différentes interprétations données à ces pratiques omettent le plus souvent les conceptions ontologiques des sociétés observées et certains des usages et des représentations associés aux insectes dans différents groupes d'Amazonie indigène. Les pratiques cérémonielles dites « épreuves de fourmis » doivent être reconsidérées sous l'angle des théories de l'animisme et du perspectivisme.

## Entomophagie
Considérée comme une exception dans la plupart des pays occidentaux, la consommation d’insectes se révèle être la règle dans de nombreuses régions du monde. En effet, la viande étant peu disponible dans certaines parties du globe, la consommation d'insectes s’est imposée naturellement comme une alternative pour l'alimentation des êtres humains. 

## Les insectes dans la médecine
À travers l'histoire, on retrouve des traces d'utilisation des insectes et de leurs produits dérivés en médecine et en traitement thérapeutique. Ils ont été utilisés sous différentes formes (ingestion, injection ou application directe) pour traiter différents problèmes respiratoires, gastro-intestinaux, neuromusculaires ou encore des maladies infectieuses. L'asticothérapie et le traitement par venin d'abeille sont probablement les plus connus.

### Asticothérapie
L'asticothérapie ou la larvothérapie désigne une pratique médicale qui consiste à utiliser des asticots pour nettoyer une plaie. En se nourrissant des tissus nécrosés, les larves facilitent la cicatrisation des tissus sains en stimulant la production de tissus cicatriciels et en désinfectant les plaies sans l'usage d'antibiotiques.

### Apithérapie
Le venin est utilisé pour soigner les affections rhumatismales, les arthrites chroniques, certaines maladies inflammatoires et la sclérose en plaques. 

## Les insectes de combat
Dans le Nord de la Thaïlande, des duels de scarabées sont couramment organisés. Ces combats d’insectes du type Xylotrupes gideon appelés Kwang localement sont à bien des égards surprenants, notamment du fait qu’il est sans doute plus difficile d’attribuer à un scarabée qu’à un autre animal des caractéristiques anthropomorphiques et qu'il est plus compliqué encore de deviner ce qu’il perçoit. Le duel de scarabées met à l’épreuve une forme de zoomanité trouble fondée sur une forme d’attachement inédite entre l’homme et l’animal,.